# Хорвища
Хорвища още Хоровища, Оравище (на гръцки: Άγιος Χριστόφορος, Агиос Христофорос, до 1927 Χωροβίστα, Хоровиста) е село в Република Гърция, дем Зиляхово, област Централна Македония с 390 жители (2001).

## География
Селото е в историко-географската област Зъхна, в източната част Сярското поле, в южното подножие на планината Сминица (Меникио). От демовия център Зиляхово (Неа Зихни) е отдалечено на около 6 километра в западна посока.

## История

### Етимология
Според Йордан Н. Иванов името е патроним от изчезналото лично име Хоро, регистрирано в XV век.

### В Османската империя
Параклисът „Свети Христофор“ е от около 1600 година, а църквата „Свети Харалампий“ е от 1830 година.
Гръцка статистика от 1866 година показва Хоровиста (Χωροβίστα) като село с 200 жители гърци. В 1889 година Стефан Веркович („Топографическо-этнографическій очеркъ Македоніи“) отбелязва Хоровишта като село с 46 гръцки къщи.
Александър Синве („Les Grecs de l’Empire Ottoman. Etude Statistique et Ethnographique“), който се основава на гръцки данни, в 1878 година пише, че в Хоровища (Chorovista) живеят 240 гърци. В „Етнография на вилаетите Адрианопол, Монастир и Салоника“, издадена в Константинопол в 1878 година и отразяваща статистиката на населението от 1873, Хурвища (Hourvischta) е посочено като село с 53 домакинства и 170 жители власи.
Според Густав Вайганд в Бишларъ, Петелино, Хурвища и други околни села зимуват овчарите власи от Стара планина.
Към 1900 година според статистиката на Васил Кънчов („Македония. Етнография и статистика“) в селото Оравище (Хоравище) живеят 230 души, от които 130 гърци християни и 100 власи. По данни на секретаря на Българската екзархия Димитър Мишев („La Macédoine et sa Population Chrétienne“) през 1905 година в Оровище (Orovichté) има 480 гърци.
Според консула Атанасиос Стурнарас на 1 март 1907 година шестчленна гръцка андартска чета се сражава с османска войска при Хорвища, като дава един убит.

### В Гърция
След Междусъюзническата война в 1913 година селото попада в Гърция. В него са настанени гърци бежанци. Според преброяването от 1928 година паланката е със смесено местно-бежанско население с 13 бежански семейства с 52 души. В 1927 година селото е прекръстена на Агиос Христофорос.
| Име        | Име         | Ново име | Ново име | Описание                                  |
| ---------- | ----------- | -------- | -------- | ----------------------------------------- |
| Сиври баир | Σιβρί Μπαϊρ | Митерон  | Μυτερόν  | връх в Сминица ССИ от Хорвища             |
| Кинали Таш | Κίναλι Τάς  | Петра    | Πέτρα    | възвишение в Сминица ССЗ от Хорвища (223) |